# فرناندو زاغاریان
فرناندو زاغاریان (اسپانیایی: Fernando Zagharián‎؛ زادهٔ ۱۳ ژانویهٔ ۱۹۷۷ در بوئنوس آیرس) بازیکن فوتبال در پست مهاجم ارمنی‌تبار اهل آرژانتین است.

## باشگاهی
از باشگاه‌هایی که در آن بازی کرده است می‌توان به باشگاه فوتبال پیونیک، باشگاه فوتبال آرژانتینوس جونیورز، و باشگاه فوتبال دپورتیوو مورون اشاره کرد.